# Vlasta Pešková
Vlasta Pešková, później, Hrbková, Hornychová i Šrámková (ur. 11 kwietnia 1938 w Przybramie) – czeska lekkoatletka specjalizująca się w rzucie oszczepem, olimpijka. W czasie swojej kariery sportowej reprezentowała Czechosłowację.

## Kariera sportowa
Zajęła 4. miejsce w rzucie oszczepem na igrzyskach olimpijskich w 1960 w Rzymie. Odpadła w kwalifikacjach tej konkurencji na mistrzostwach Europy w 1962 w Belgradzie. Zwyciężyła w półfinale pucharu Europy w 1965 w Lipsku, a w półfinale pucharu Europy w 1967 w Wuppertalu zajęła 5. miejsce.
Była mistrzynią Czechosłowacji w rzucie oszczepem w latach 1957 i 1963–1967 oraz wicemistrzynią w 1959 i 1961.
Jej rekord życiowy w rzucie oszczepem starego typu wynosił 56,21 m, uzyskany 19 czerwca 1960 w Pradze